# Tagelswangen (Lindau ZH)
Tagelswangen ist ein Dorf in der politischen Gemeinde Lindau im Bezirk Pfäffikon des Kantons Zürich in der Schweiz.

## Geographie
Tagelswangen liegt zwischen Lindau und Effretikon an der ehemaligen Landstrasse von Zürich nach Winterthur (heutige Hauptstrasse 1) am Übergang vom Glatttal zur Kempt auf 511 m ü. M.
Zwischen Tagelswangen und Effretikon im Süden verläuft die Autobahn A1. 

## Einwohner
| Jahr | Total |
| ---- | ----- |
| 1908 | 0332  |
| 2025 | 2511  |
| 2024 | 2509  |
| 2023 | 2383  |
| 2022 | 2343  |
| 2021 | 2308  |

## Geschichte
Der Name ist alemannischer Herkunft und bedeutet Wang des Tekilin.

### Mittelalter
Herrschaftlich gehörte Tagelswangen zur Grafschaft Kyburg, wo das Zürcher Kloster Oetenbach und das Kloster Allerheiligen grössere Güterkomplexe besassen.
Im ausgehenden Mittelalter umfasste das für die damalige Zeit vergleichsweise grosse bäuerliche Dorf acht Höfe. Diese waren gemäss Steuerverzeichnis zwar nicht allzu wohlhabend, aber doch so gross, dass meistens auch ein Knecht erwähnt wird. Wie andere Ortschaften besass Tagelswangen eine eigene Kapelle, blieb aber bis 1711 Teil der grossen Pfarrei Illnau, bevor sie zur Kirchgemeinde Lindau kam. Nach der Reformation und der Aufhebung der Gottesdienste in der Kapelle, blieb diese mit seinem Glockentürmchen ein identitätsstiftendes Wahrzeichen des Ortes und diente zunächst als Gemeindelokal und später als Schulhaus, ehe es 1853 durch einen Neubau (ebenfalls mit Zeittürmchen) ersetzt wurde. Dass der Bau so lange erhalten blieb, hing sowohl mit der Signalfunktion der Glocke im dörflichen Alltag zusammen, als auch mit dem Kirchenvermögen, das zur Kapelle gehörte. Im Laufe der Jahrhunderte hatte sich das Kirchengut vermehrt und übernahm die Aufgaben eines «Sonderkässelis». Ausschliesslich die Dorfbevölkerung verfügte darüber und gab Darlehen an Einwohnerinnen und Einwohner, unterstützte aber auch Hebammen, Schulmeister oder Arme.

### Familie Wegmann

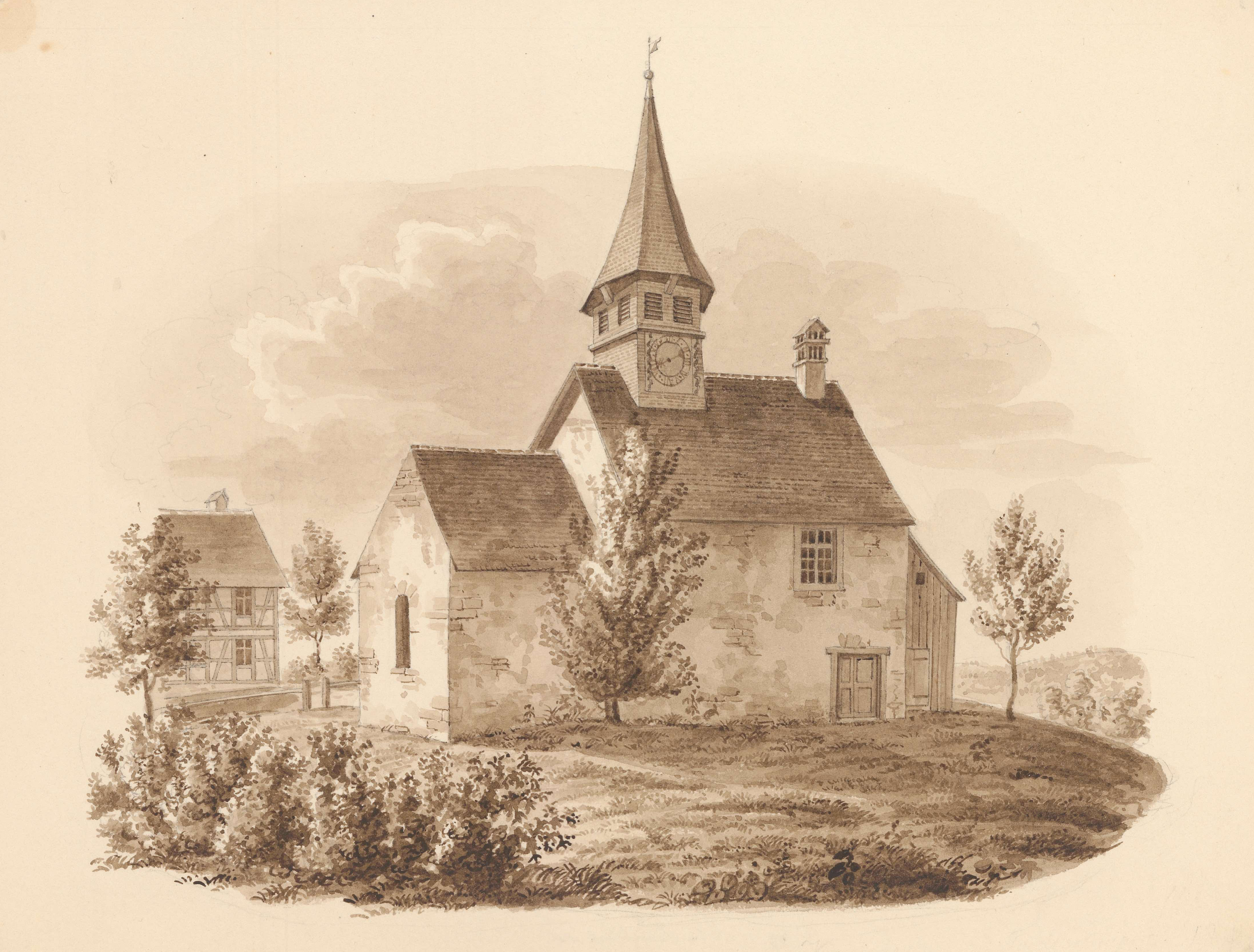
Kapelle in Tagelswangen, 1841

Eine wichtige Rolle in der Geschichte des Dorfes spielte bis in die Neuzeit hinein immer wieder die Familie Wegmann, die seit dem 15. Jahrhundert nachgewiesen ist. 1479 erhielt ein Hans Wegmann vom Kloster Allerheiligen ein Kirchengut zu Lehen. In der Mitte des 16. Jahrhunderts war ein Peter Wegmann von Tagelswangen Untervogt im Amt Illnau. Er war Bindeglied zwischen dem Landvogt auf der Kyburg und der ländlichen Bevölkerung und gehörte zu den angesehensten und einflussreichsten Einwohnern der Region. Ein Nachfahre von Peter Wegmann war Jakob Wegmann, der als Fähnrich ebenfalls zur ländlichen Oberschicht gehörte. Er wurde allerdings verurteilt da er 1655 mit seiner Schwiegertochter ein Verhältnis einging und flüchtete daraufhin ins Elsass, wo sie zuletzt gesichtet wurden. Der Landvogt auf der Kyburg beschlagnahmte und inventarisierte daraufhin das beträchtliche Vermögen des Flüchtigen.

### 19. Jahrhundert

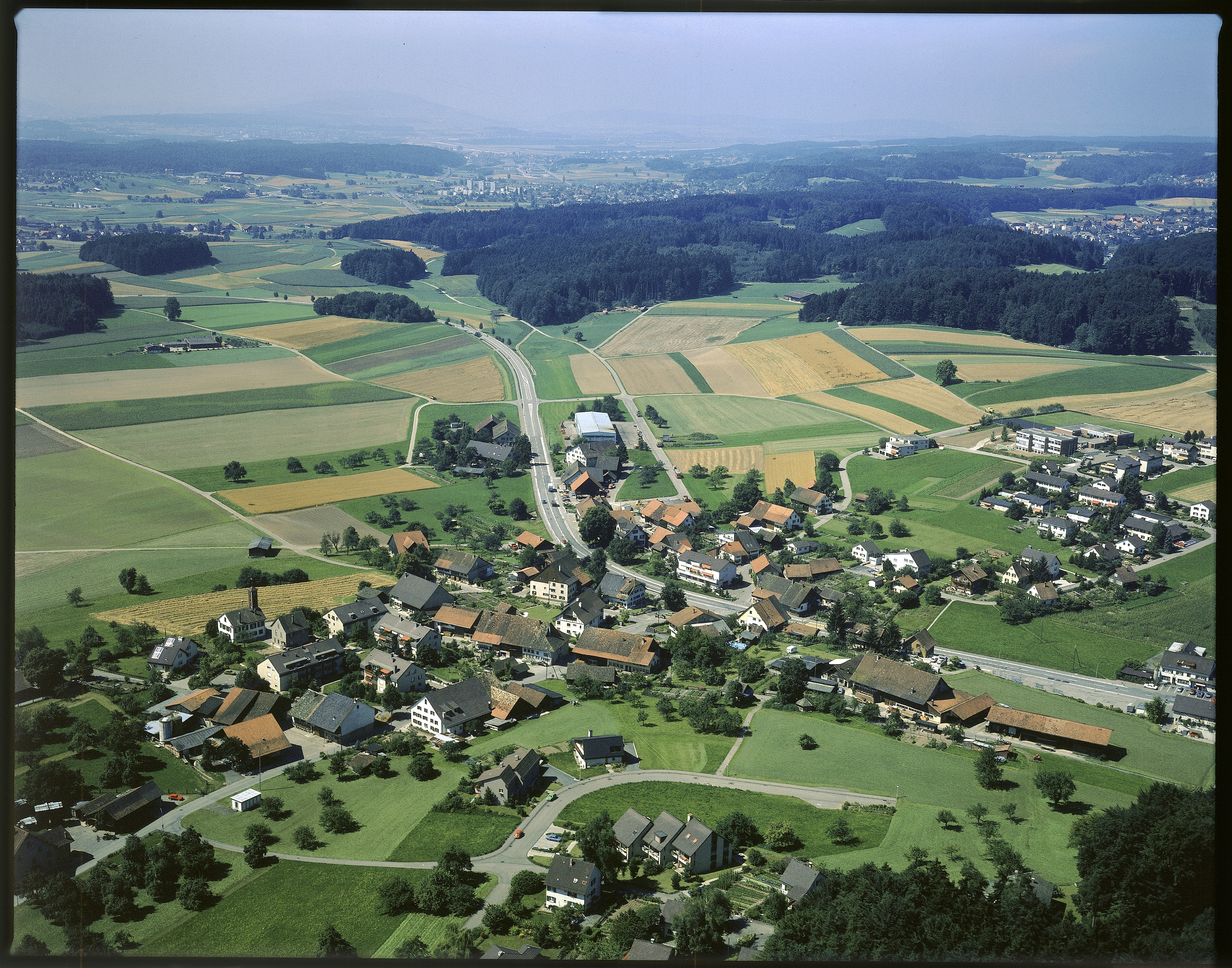
Luftbild von Tagelswangen, um 1980

Die eher beschaulichen landwirtschaftlichen Verhältnisse von Tagelswangen änderten sich im 19. Jahrhundert, mit dem Bau der 1842 eröffneten Kantonsstrasse und dem Bau der Bahnstrecke Zürich–Winterthur 1855. Durch die neue Kantonsstrasse lag Tagelswangen zunächst inmitten dieser neuen Verkehrsroute und erhielt 1844 mit dem «Löwen» ein repräsentatives Gasthaus, bevor das Dorf durch den aufkommenden Bahnverkehr wieder an Bedeutung als Etappenort verlor. Durch die Motorisierung der Gesellschaft und dem damit zusammenhängenden Ausbau der Landstrasse, vor allem nach dem Zweiten Weltkrieg, trat Tagelswangen dann wieder stärker in den Fokus der Verkehrspolitik, ehe die Eröffnung der Autobahn 1974 die Verkehrswege erneut verlagerte. Diese bewegte Verkehrsgeschichte prägte auch die wirtschaftliche Entwicklung, so gab es diverse Transportgewerbetreibende. Dank der verkehrsgünstigen Lage und vor allem dank der Nähe zu Effretikon erlebte der Ortsteil in jüngerer Zeit wie kein anderer in der Gemeinde einen Bauboom. So lebt heute beinahe die Hälfte der Lindauer Bevölkerung in Tagelswangen. Der Gasthof «Löwen» verlor mit dem Aufkommen des Bahnverkehrs rasch seine Bedeutung an der Landstrasse und wurde 1869 umgenutzt. Der Zürcher Philanthrop und Unternehmer Caspar Appenzeller (1820–1901) funktionierte ihn in eine Mädchenanstalt um.

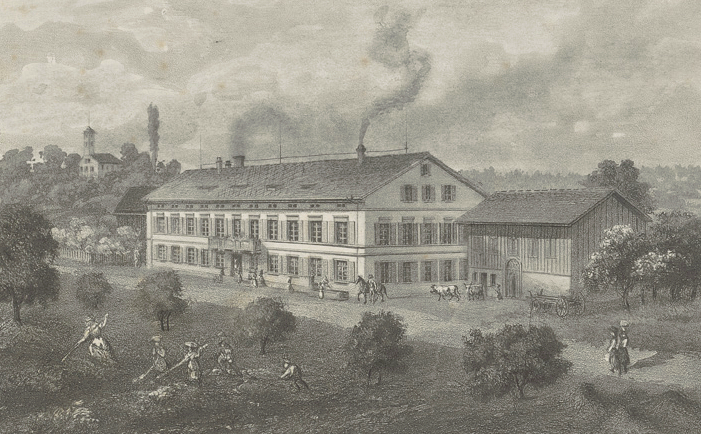
Mädchenanstalt Annagut in Tagelswangen, 19. Jh.

Caspar Appenzeller benannte seine neue Mädchenanstalt «Annagut» nach seiner Ehefrau, Anna Appenzeller-Landolt. Die Tochter der Appenzellers, die ebenfalls Anna hiess, übernahm anfänglich die Leitung. Obwohl für die Anstaltsleitung aus dem Kreis der Familie Appenzeller und später der Familie Walder, der philanthropische Aspekt im Vordergrund stand, erlebten die Mädchen den Aufenthalt im Heim keineswegs immer als erfreulich. So berichtete eine Insassin, die 1940 eingewiesen wurde, von einer Art «Strafanstalt», wo Schläge und Strafen alltäglich waren und es immer wieder Fluchtversuche gab. 1947 endete vor allem aus wirtschaftlichen Gründen der Anstaltsbetrieb. Das weiterhin von der Caspar Appenzeller-Stiftung getragene Landheim Brüttisellen führt das Erbe auf einer modernen sozialpädagogischen Grundlage weiter. Nachdem die markante Liegenschaft zeitweilig als Alters- und Pflegeheim gedient hatte, richtete die Familie Gantenbein 1960 das weitherum bekannte Gasthaus «Landhus» ein, das allerdings mittlerweile auch schon wieder Geschichte ist.

## Schulen
In Tagelswangen befinden sich heute sowohl ein Kindergarten als auch ein Primarschulhaus, die beide zur Gesamtschule Lindau gehören.

## Persönlichkeiten
- Urs Dietschi (* 1954), Kantonsrat (Grüne)
- Hans Schenkel (1869–1926), Physiker, Hochschullehrer und Politiker

## Sonstiges
1987 wurde ein Speicherbau aus Tagelswangen abgebaut und im Freilichtmuseum Ballenberg wieder aufgebaut. Dieser Wirtschaftsbau der vom früher landwirtschaftlich geprägten Tagelswangen zeugt, befand sich ursprünglich im Dorfkern als einer von vielen stattlichen Bauernhäusern und wurde 1534 errichtet sowie 1660 erweitert. Angeblich ist das Gebäude der älteste datierte Speicherbau im Kanton Zürich. Auf einem Steinsockel wurde ein Holzkubus aufgesetzt und an den Ecken des Baus finden sich bemerkenswerte schwalbenschwanzförmige Verzahnungen.
Als man den Speicherbau abreissen wollte, intervenierte die zuvor lange Zeit passive Denkmalpflege und erreichte eine notdürftige Sicherung der baufälligen Gebäudegruppe, bevor schliesslich die Idee mit Ballenberg zu einer glücklichen Lösung führte. Dort steht der Speicherbau heute neben einem Bauernhaus von Wila und Wirtschaftsbauten aus Wellhausen TG und beherbergt jetzt die Werkstatt eines Küfers.